# Шариязданов, Андрей Рауилович
Андрей Рауилович Шариязданов (род. 12 июля 1976, Свердловск, СССР) — российский шахматист, гроссмейстер (1998). Победитель командных чемпионатов Хорватии и Боснии и Герцеговины, призёр командных чемпионатов России, чемпион мира среди юниоров в личном зачёте и чемпионата мира среди молодёжи в составе сборной России. В составе 2-й сборной России участник 33-й Олимпиады (1998, Элиста).

## Биография
Родился в 1976 году в Свердловске. Занятия шахматами начал под руководством Валентина Мельниковского. В 14 лет принял участие в чемпионате СССР среди юношей в возрастной группе до 18 лет. В 1994 году на чемпионате России в возрастной группе до 18 лет поделил второе место, уступив по дополнительным показателям Владимиру Малахову и Петру Кирякову. Через год на чемпионате России среди юниоров в возрасте до 20 лет разделил первое место с Сергеем Дьячковым и получил золотую медаль благодаря лучшему коэффициенту Бергера. Выиграл также чемпионат Европы среди юниоров, набрав 9 очков из 11 возможных, а на чемпионате мира из-за неудачного финиша занял 9-е место.
В 1997 году на командном чемпионате мира среди молодёжи вместе с Романом Овечкиным и Александром Мотылёвым занял третье место. Через год в составе сборной России, в которую вошёл также Александр Галкин, выиграл этот турнир, одновременно показав лучший индивидуальный результат среди участников (7 очков из 9 возможных).
В составе клуба «Урал» (Екатеринбург) становился бронзовым и серебряным призёром чемпионатов России. Выступал также в командных чемпионатах Хорватии (с клубом «Загреб») и Боснии и Герцеговины (с командой «Сараево»), в обеих странах завоевав чемпионское звание. С российскими и югославскими клубами принимал участие в европейских кубковых турнирах.
Получил звание гроссмейстера в 1998 году. В том же году включён во вторую сборную России на шахматной Олимпиаде в Элисте. По ходу турнира выиграл четыре партии подряд и вместе с командой перед последним туром шёл на третьем месте, но после крупного поражения от сборной Израиля выпал из числа призёров. Побеждал в личных турнирах в Нижнем Тагиле, Задаре (1998), Томске (1999), Оберварте, Гунтуре (2000), Солине и Сплите (2003). В личных чемпионатах России показывал высокие результаты в 1996 и 2000 годах, не попадая, однако, на пьедестал.
С 2006 года прекратил участие в соревнованиях. Через семь лет вернулся в шахматы как тренер «Уральской шахматной академии». Возглавлял юношеские сборные Свердловской области на чемпионатах России, ассистировал Н. Н. Рашковскому в работе со взрослой командой Екатеринбурга. Возобновил также выступления в личных соревнованиях и в 2015 году стал участником Высшей лиги чемпионата России.

## Спортивные достижения
| Год  | Город        | Турнир                     | + | − | = | Результат | Место |
| ---- | ------------ | -------------------------- | - | - | - | --------- | ----- |
| 1996 | Екатеринбург | Чемпионат России до 20 лет | 4 | 0 | 7 | 7½ из 11  | 1     |
| 1996 | Элиста       | 49-й чемпионат России      | 3 | 1 | 7 | 6½ из 11  | 9—11  |
| 2000 | Самара       | 53-й чемпионат России      | 4 | 2 | 5 | 6½ из 11  | 8—18  |
| 2001 | Элиста       | 54-й чемпионат России      | 2 | 2 | 5 | 4½ из 9   | 27—37 |

## Изменения рейтинга
| Графики недоступны из-за технических проблем. См. информацию на Фабрикаторе и на mediawiki.org. |